# تيم باور (لاعب كريكت)
تيم باور (10 سبتمبر 1968 في أستراليا - ) (بالإنجليزية: Tim Bower)‏ هو لاعب كريكت أسترالي. لعب مع فريق تسمانيا للكريكت.

## وصلات خارجية
- تيم باور على موقع إي آس بي آن كريك إنفو (الإنجليزية)